# Tapezierrolle

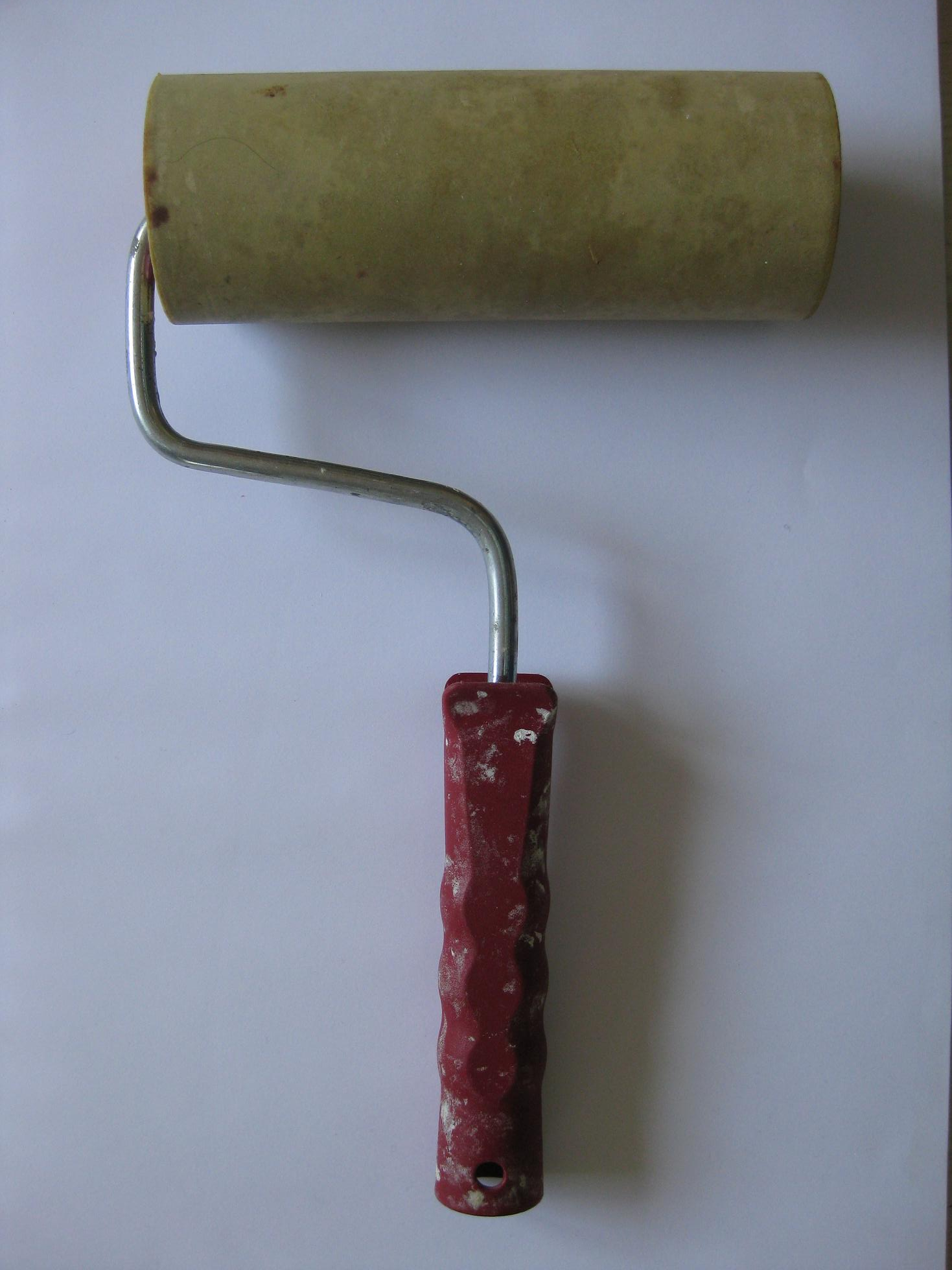
Tapezierrolle mit Gummiwalze

Die Tapezierrolle ist ein Werkzeug, welches beim Anbringen von Tapeten oder Folien als Hilfsmittel eingesetzt wird.

## Andere Bezeichnungen
Die Tapezierrolle wird auch bezeichnet als: Tapetenroller, Tapezierwalze, Tapetenwalze, Tapeten-Andrückrolle, Tapeten-Andrückwalze, Tapetenandruckroller, Moosgummirolle, Moosgummiwalze.

## Aufbau
Die übliche Breite der Rolle beträgt ca. 15 cm, der Durchmesser unterscheidet sich je nach Ausführung. Die Oberfläche der Rolle besteht aus Gummi, Moosgummi oder PUR-Schaum.
Die Rolle wird von einem gebogenen Stahldraht gehalten. Dieser ist mit einem Handgriff aus Holz oder Kunststoff versehen.

## Verwendung
Unter Zuhilfenahme der Tapezierrolle wird die eingekleisterte Tapete beim Tapezieren an die Wand gedrückt. Durch gleichmäßigen Druck beim Rollen über die Tapete werden Luftblasen zwischen Wand und Tapete herausgedrückt. Das Andrücken der Tapete erfolgt von oben nach unten, die eventuell eingeschlossenen Luftblasen werden von der Mitte der Bahn zum seitlichen Rand geschoben. Es gilt zu beachten, dass bei Tapeten, deren Muster eingeprägt ist, durch den Druck der Rolle die Prägung nicht glatt gedrückt wird.
Nach dem gleichen Verfahren werden auch Folien auf glatten Flächen mit Gummirollern aufgedrückt, um den Einschluss von Luftblasen zu vermeiden.

## Spezielle Ausführungen

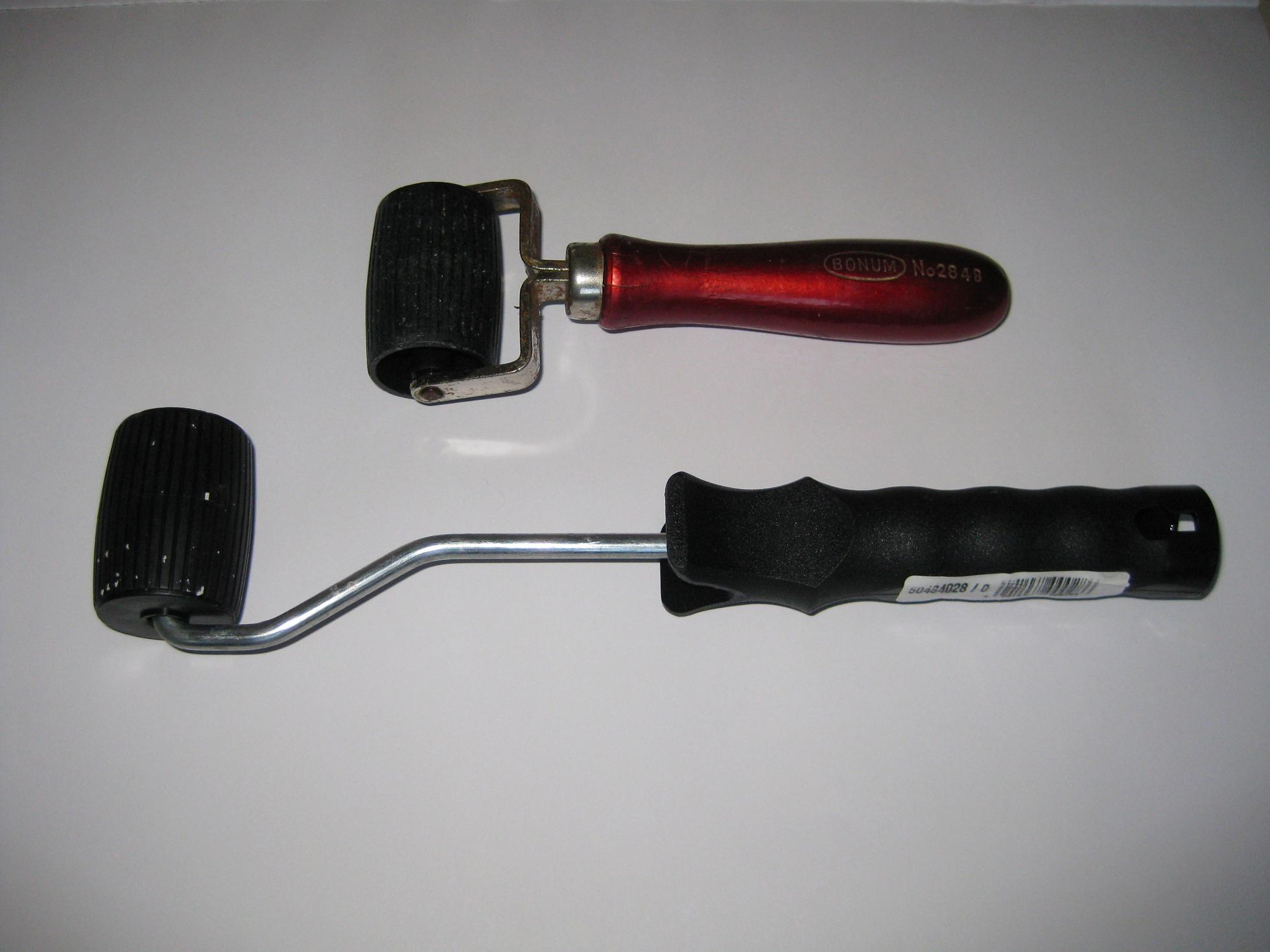
Nahtroller mit geriffelter Kunststoffrolle

Die Nähte der Tapeten werden mit dem Nahtroller (auch bezeichnet als Tapetennahtroller) zusätzlich angepresst, um eine sichere Verklebung zu gewährleisten. Die tonnenförmige Rolle des Nahtrollers hat eine Breite von 5 cm und einen Durchmesser von ca. 4 cm. Die Rolle besteht aus (geriffeltem) Kunststoff, PUR-Schaum oder Gummi.
Ähnlich aufgebaut ist der Tapeten-Eckenroller, der durch seine konische Kunststoffrolle besonders zum Anpressen der Tapete in Ecken geeignet ist.
Eine Besonderheit stellt ein Tapetenroller dar, mit dem sich durch erhabene Strukturen auf der Rolle sowie durch eine zweite, parallel laufende und mit Farbe zu tränkende Schaumstoffrolle farbige Muster auf Tapeten rollen lassen.

## Alternativen

Tapezierbürste

Alternativ zur Tapezierrolle kann auch die Tapezierbürste verwendet werden. Die Verwendung erfolgt äquivalent zur Rolle. In den Tapezieranleitungen der Tapetenhersteller werden die Tapezierrolle und die Tapezierbürste als gleichwertige Alternativen erwähnt.
Lediglich bei Fototapeten wird vom Hersteller überwiegend die Tapezierrolle empfohlen, da bei empfindlichen Tapeten die Oberfläche mit einer Bürste eventuell beschädigt werden kann.